# 慕容逸豆归 (太尉)
慕容逸豆归（？—394年），和从子慕容逸豆归 (征东将军)区别，称为大逸豆归，昌黎徒河棘城（今辽宁义县）人，出自慕容鲜卑。
西燕皇帝慕容永之从兄。394年，后燕与西燕决战，五月初一，后燕的军队到达台壁，慕容永派遣他的堂兄、太尉大逸豆归领兵去解救，结果被后燕将领平归击败。八月，慕容永向北魏、东晋告急。东晋和北魏援兵还没有来到，大逸豆归手下的将领伐勤等打开西燕国都长子城门，放进来后燕军。后燕将士抓住了慕容永，和慕容永的文臣武将如刁云、大逸豆归等三十多人一起斩杀，后燕吞并了慕容永所统辖的八个郡、七万多户居民。

## 鲜卑名
北京大学历史系教授罗新认为，逸豆归就是鲁尼文古突厥文碑铭中的Ötüqän，出自同一词的不同汉译还有於陟斤、郁豆眷、越豆眷等，指的是杭爱山或其主峰於都斤山。